# Mark Pysyk
Mark Alexander Terrance Pysyk, född 11 januari 1992, är en kanadensisk professionell ishockeyback som spelar för SaiPa i Finska Liiga.
Han har tidigare spelat för Buffalo Sabres, Florida Panthers och Dallas Stars i NHL; Rochester Americans i American Hockey League (AHL) samt Edmonton Oil Kings i Western Hockey League (WHL).
Pysyk draftades av Buffalo Sabres i första rundan i 2010 års draft som 23:e spelare totalt.
I November 2024 knackade han på SaiPas dörr. 

## Statistik
| Källa: Utv = Utvisningsminuter Uppdaterad: 2023-04-17 | Källa: Utv = Utvisningsminuter Uppdaterad: 2023-04-17 | Källa: Utv = Utvisningsminuter Uppdaterad: 2023-04-17 |                                                   | Grundserie                                        | Grundserie                                        | Grundserie                                        | Grundserie                                        | Grundserie                                        |                                                   | Slutspel                                          | Slutspel                                          | Slutspel                                          | Slutspel                                          | Slutspel |
| Säsong                                                | Lag                                                   | Liga                                                  | Matcher                                           | Mål                                               | Assist                                            | Poäng                                             | Utv                                               | Matcher                                           | Mål                                               | Assist                                            | Poäng                                             | Utv                                               |                                                   |          |
| ----------------------------------------------------- | ----------------------------------------------------- | ----------------------------------------------------- | ------------------------------------------------- | ------------------------------------------------- | ------------------------------------------------- | ------------------------------------------------- | ------------------------------------------------- | ------------------------------------------------- | ------------------------------------------------- | ------------------------------------------------- | ------------------------------------------------- | ------------------------------------------------- | ------------------------------------------------- | -------- |
| 2005–2006                                             | Strathcona Warriors                                   | AMBHL                                                 | 34                                                | 10                                                | 20                                                | 30                                                | 85                                                | —                                                 | —                                                 | —                                                 | —                                                 | —                                                 |                                                   |          |
| 2006–2007                                             | Strathcona Warriors                                   | AMBHL                                                 | 33                                                | 15                                                | 34                                                | 49                                                | 69                                                | 4                                                 | 2                                                 | 2                                                 | 4                                                 | 6                                                 |                                                   |          |
| 2007–2008                                             | Sherwood Park Kings                                   | AMHL                                                  | 34                                                | 10                                                | 10                                                | 20                                                | 60                                                | 2                                                 | 1                                                 | 0                                                 | 1                                                 | 16                                                |                                                   |          |
|                                                       | Sherwood Park Crusaders                               | AJHL                                                  | 1                                                 | 0                                                 | 1                                                 | 1                                                 | 0                                                 | —                                                 | —                                                 | —                                                 | —                                                 | —                                                 |                                                   |          |
|                                                       | Edmonton Oil Kings                                    | WHL                                                   | 14                                                | 1                                                 | 2                                                 | 3                                                 | 8                                                 | —                                                 | —                                                 | —                                                 | —                                                 | —                                                 |                                                   |          |
| 2008–2009                                             | Edmonton Oil Kings                                    | WHL                                                   | 61                                                | 5                                                 | 15                                                | 20                                                | 27                                                | 5                                                 | 0                                                 | 0                                                 | 0                                                 | 2                                                 |                                                   |          |
| 2009–2010                                             | Edmonton Oil Kings                                    | WHL                                                   | 48                                                | 7                                                 | 17                                                | 24                                                | 47                                                | —                                                 | —                                                 | —                                                 | —                                                 | —                                                 |                                                   |          |
| 2010–2011                                             | Edmonton Oil Kings                                    | WHL                                                   | 63                                                | 6                                                 | 34                                                | 40                                                | 88                                                | 4                                                 | 0                                                 | 0                                                 | 0                                                 | 6                                                 |                                                   |          |
| 2011–2012                                             | Edmonton Oil Kings                                    | WHL                                                   | 57                                                | 6                                                 | 32                                                | 38                                                | 83                                                | 20                                                | 3                                                 | 8                                                 | 11                                                | 16                                                |                                                   |          |
| 2012–2013                                             | Buffalo Sabres                                        | NHL                                                   | 19                                                | 1                                                 | 4                                                 | 5                                                 | 0                                                 | —                                                 | —                                                 | —                                                 | —                                                 | —                                                 |                                                   |          |
|                                                       | Rochester Americans                                   | AHL                                                   | 57                                                | 4                                                 | 14                                                | 18                                                | 20                                                | 3                                                 | 0                                                 | 0                                                 | 0                                                 | 2                                                 |                                                   |          |
| 2013–2014                                             | Buffalo Sabres                                        | NHL                                                   | 44                                                | 1                                                 | 6                                                 | 7                                                 | 16                                                | —                                                 | —                                                 | —                                                 | —                                                 | —                                                 |                                                   |          |
|                                                       | Rochester Americans                                   | AHL                                                   | 31                                                | 1                                                 | 10                                                | 11                                                | 28                                                | 5                                                 | 0                                                 | 0                                                 | 0                                                 | 14                                                |                                                   |          |
| 2014–2015                                             | Buffalo Sabres                                        | NHL                                                   | 7                                                 | 2                                                 | 1                                                 | 3                                                 | 2                                                 | —                                                 | —                                                 | —                                                 | —                                                 | —                                                 |                                                   |          |
|                                                       | Rochester Americans                                   | AHL                                                   | 54                                                | 3                                                 | 14                                                | 17                                                | 32                                                | —                                                 | —                                                 | —                                                 | —                                                 | —                                                 |                                                   |          |
| 2015–2016                                             | Buffalo Sabres                                        | NHL                                                   | 55                                                | 1                                                 | 10                                                | 11                                                | 32                                                | —                                                 | —                                                 | —                                                 | —                                                 | —                                                 |                                                   |          |
|                                                       | Rochester Americans                                   | AHL                                                   | 3                                                 | 0                                                 | 1                                                 | 1                                                 | 2                                                 | —                                                 | —                                                 | —                                                 | —                                                 | —                                                 |                                                   |          |
| 2016–2017                                             | Florida Panthers                                      | NHL                                                   | 82                                                | 4                                                 | 13                                                | 17                                                | 10                                                | —                                                 | —                                                 | —                                                 | —                                                 | —                                                 |                                                   |          |
| 2017–2018                                             | Florida Panthers                                      | NHL                                                   | 82                                                | 3                                                 | 13                                                | 16                                                | 20                                                | —                                                 | —                                                 | —                                                 | —                                                 | —                                                 |                                                   |          |
| 2018–2019                                             | Florida Panthers                                      | NHL                                                   | 70                                                | 1                                                 | 10                                                | 11                                                | 26                                                | —                                                 | —                                                 | —                                                 | —                                                 | —                                                 |                                                   |          |
| 2019–2020                                             | Florida Panthers                                      | NHL                                                   | 58                                                | 9                                                 | 9                                                 | 18                                                | 20                                                | 4                                                 | 0                                                 | 0                                                 | 0                                                 | 0                                                 |                                                   |          |
| 2020–2021                                             | Dallas Stars                                          | NHL                                                   | 36                                                | 3                                                 | 1                                                 | 4                                                 | 20                                                | —                                                 | —                                                 | —                                                 | —                                                 | —                                                 |                                                   |          |
| 2021–2022                                             | Buffalo Sabres                                        | NHL                                                   | 68                                                | 3                                                 | 9                                                 | 12                                                | 16                                                | —                                                 | —                                                 | —                                                 | —                                                 | —                                                 |                                                   |          |
| 2022–2023                                             | Detroit Red Wings                                     | NHL                                                   | Spelade ej på grund av rehabilitering av hälsena. | Spelade ej på grund av rehabilitering av hälsena. | Spelade ej på grund av rehabilitering av hälsena. | Spelade ej på grund av rehabilitering av hälsena. | Spelade ej på grund av rehabilitering av hälsena. | Spelade ej på grund av rehabilitering av hälsena. | Spelade ej på grund av rehabilitering av hälsena. | Spelade ej på grund av rehabilitering av hälsena. | Spelade ej på grund av rehabilitering av hälsena. | Spelade ej på grund av rehabilitering av hälsena. | Spelade ej på grund av rehabilitering av hälsena. |          |
| NHL totalt                                            | NHL totalt                                            | NHL totalt                                            | 521                                               | 28                                                | 76                                                | 104                                               | 162                                               | 4                                                 | 0                                                 | 0                                                 | 0                                                 | 0                                                 |                                                   |          |
| AHL totalt                                            | AHL totalt                                            | AHL totalt                                            | 145                                               | 8                                                 | 39                                                | 47                                                | 82                                                | 8                                                 | 0                                                 | 0                                                 | 0                                                 | 16                                                |                                                   |          |
| WHL totalt                                            | WHL totalt                                            | WHL totalt                                            | 243                                               | 25                                                | 100                                               | 125                                               | 253                                               | 29                                                | 3                                                 | 8                                                 | 11                                                | 24                                                |                                                   |          |

### Internationellt
| Källa: Uppdaterad: 2023-02-02 | Källa: Uppdaterad: 2023-02-02 | Källa: Uppdaterad: 2023-02-02 |         | Utv = Utvisningsminuter | Utv = Utvisningsminuter | Utv = Utvisningsminuter | Utv = Utvisningsminuter | Utv = Utvisningsminuter |
| År                            | Lag                           | Mästerskap                    | Matcher | Mål                     | Assists                 | Poäng                   | Utv                     |                         |
| ----------------------------- | ----------------------------- | ----------------------------- | ------- | ----------------------- | ----------------------- | ----------------------- | ----------------------- | ----------------------- |
| 2009                          | Kanada                        | Ivan Hlinka                   | 4       | 0                       | 2                       | 2                       | 2                       |                         |
| 2012                          | Kanada                        | JVM                           | 6       | 0                       | 0                       | 0                       | 2                       |                         |
| Junior totalt                 | Junior totalt                 | Junior totalt                 | 10      | 0                       | 2                       | 2                       | 4                       |                         |